# Оноре, Кристоф
Кристоф Оноре (фр. Christophe Honoré; род. 10 апреля 1970, Каре-Плугер) — французский кинорежиссёр, сценарист и писатель.

## Биография
Кристоф Оноре родился 10 апреля 1970 года в Бретани, в коммуне Каре-Плугер. Окончил государственную французскую школу кинематографии. Свою карьеру Кристоф Оноре начал в 1990-х как подростковый писатель. Его первая пьеса «Les Débutantes» была поставлена в рамках Avignon's Off Festival в 1998 году. После переезда в Париж в 1995 году писал статьи для Cahiers du cinéma. Спустя год Кристоф Оноре издал роман «Близко к Лео», посвящённый проблеме ВИЧ. В 2002 году книга была экранизирована автором. В 2005 году Кристоф Оноре вернулся в Авиньон, где представил свою новую пьесу «Dionysos impuissant» на «In» Festival, главные роли в которой исполнили Жоанна Прейсс и Луи Гаррель.
В 2001 году снял короткометражный фильм «Мы двое», а в полнометражном кино дебютировал в 2002 году картиной «Мужчины Сесиль Кассар».
Его фильм «Все песни только о любви» (фр. Les chansons d'amour) был номинирован на получение «Золотой Пальмовой Ветви» на Каннском кинофестивале в 2007 году. В 2009 на премию «Сезар» в номинации «Лучший адаптированный сценарий» была номинирована картина «Прекрасная смоковница». Мюзикл «Возлюбленные» закрывал Каннский кинофестиваль 2011 года, а также демонстрировался в качестве фильма закрытия 34-го Московского международный кинофестиваля.
В 2016 году дебютировал на Экс-ан-Прованском оперном фестивале и Эдинбургском международном фестивале с постановкой оперы «Так поступают все женщины» Вольфганга Амадея Моцарта, в которой перенёс действие в конец 1930-х годов, в оккупированную войсками Муссолини Эфиопию. В 2019 году представил на Экс-ан-Прованском оперном фестивале постановку «Тоски» Джакомо Пуччини, в которой представил историю стареющей оперной певицы (Кэтрин Мальфитано), в былые годы исполнявшей роль Тоски.
Кристоф Оноре — открытый гей. Часть его фильмов и сценариев затрагивает тему гомосексуальных отношений. Оноре является сценаристом нескольких фильмов Гаэля Мореля.

## Фильмография

### Режиссёр
- 2000 : Мы двое / Nous deux (короткометражный)
- 2002 : Мужчины Сесиль Кассар / Dix sept fois Cécile Cassard (Беатрис Далль, Ромен Дюри и Жанна Балибар)
- 2002 : Близко к Лео / Tout contre Léo
- 2003 : Моя мать / Ma mère (адаптация романа Жоржа Батая — Изабель Юппер и Луи Гаррель)
- 2006 : Парижская история / Dans Paris (Ромен Дюри, Луи Гаррель, Жоанна Прейсс, Ги Маршан и Мари-Франс Пизье)
- 2007 : Все песни только о любви / Les chansons d'amour (Луи Гаррель, Людивин Санье, Грегуар Лепренс-Ренге и Кьяра Мастроянни)
- 2008 : Прекрасная смоковница / La belle personne (Луи Гаррель, Леа Сейду и Грегуар Лепренс-Ренге)
- 2009 : Моя девочка не хочет… / Non ma fille, tu n’iras pas danser (Кьяра Мастроянни, Марина Фоис, Мари-Кристин Барро и Луи Гаррель)
- 2010 : Мужчина в ванной / Homme au bain (Кьяра Мастроянни, Франсуа Сагат, Омар Бен Саллем)
- 2011 : Возлюбленные / Les bien-aimés (Кьяра Мастроянни, Катрин Денёв, Людивин Санье, Луи Гаррель, Милош Форман, Пол Шнайдер, Радивойе Буквич)
- 2014 : Метаморфозы / Métamorphoses
- 2016 : Беды Софи / Les Malheurs de Sophie
- 2018 : Прости, ангел / Plaire, aimer et courir vite
- 2019 : Комната 212 / Chambre 212
- 2021 : У Германтов / Guermantes
- 2022 : Зимний мальчик / Le Lycéen

### Сценарист
- 2002 : Мужчины Сесиль Кассар / Dix sept fois Cécile Cassard
- 2002 : Без памяти / Novo
- 2002 : Близко к Лео / Tout contre Léo
- 2003 : Моя мать / Ma mère
- 2004 : Клан / Le Clan
- 2006 : Парижская история / Dans Paris
- 2007 : Все песни только о любви / Les chansons d'amour
- 2007 : После него / Après lui
- 2008 : Шум окружающих людей / Le bruit des gens autour
- 2008 : Прекрасная смоковница / La belle personne
- 2009 : Моя девочка не хочет... / Non ma fille, tu n’iras pas danser
- 2010 : Мужчина в ванной / Homme au bain
- 2011 : Возлюбленные / Les bien-aimés
- 2015 : Друзья / Les Deux Amis
- 2019 : одной волшебной ночью

## Книги
- 1997 : L’Infamille (ISBN 2-87929-143-7)
- 1999 : La Douceur (ISBN 2-87929-236-0)
- 2002 : Scarborough (ISBN 2-87929-310-3)

## Театральные работы
- 1998 : Les Débutantes
- 2001 : Le pire du troupeau
- 2016 : «Так поступают все женщины» (Экс-ан-Прованский оперный фестиваль, Эдинбургский международный фестиваль)
- 2019 : «Тоска» (Экс-ан-Прованский оперный фестиваль)